# Abruzos
Os Abruzos ou Abruzo (em italiano l'Abruzzo ou mais raramente gli Abruzzi) é uma região que pertence geograficamente à Itália Central, situada nos Apeninos centrais. Porém,histórica, cultural e administrativamente é considerada parte da Itália Meridional, notação que, por sinal, consta do Istat e do Eurostat.
Administrativamente, os Abruzos são constituídos pelas províncias de Áquila, Chieta, Pescara e Teramo.
Contam com cerca de um milhão e trezentos mil habitantes e ocupam uma extensão na ordem dos 10.749 km². A capital situa-se na cidade de Áquila. Faz fronteira a norte com Marcas, a oeste com o Lácio, a sul com Molise e a este com o mar Adriático.
A região é constituída por maciços calcários, que culminam a 2.914 metros de altitude com o Gran Sasso. O clima é relativamente agreste.
Entre os numerosos rios de curso rápido destaca-se o Pescara, cujo aproveitamento fornece energia eléctrica à região.
Trata-se de uma região com uma expressão industrial pouco significativa, pautada pontualmente pela afluência turística, quer no litoral, quer no interior, onde se destaca o Parque Nacional dos Abruzos, o qual se estende ao longo de cerca de 30.000 hectares.